# Mariano Kawka
Mariano Kawka (ur. 2 lutego 1941 w Arapongas) – działacz polonijny, leksykolog, tłumacz książek, publicysta.

## Życiorys
Syn emigrantów polskich przybyłych do Brazylii w 1937 z Bełżyc (województwo lubelskie).
W 1967 ukończył prawo na Uniwersytecie Parańskim. W 1968 na Wydziale Humanistycznym Papieskiego Uniwersytetu Katolickiego w Kurytybie ukończył kurs lingwistyki. Praca badawcza pod tytułem “Brazylianizmy gwary polsko-brazylijskiej” zapewniła mu tytuł magistra (1982).
Mariano Kawka pisze w języku portugalskim, polskim i angielskim. Jego testy publikowane były w polsko-brazylijskiej gazecie „Nowy Lud” (Curitiba), w dzienniku „Gazeta do Povo” (Curitiba) oraz w prasie amerykańskiej.
Jest zaangażowany w działalność translatorską, a także leksykologiczną. Jest autorem podręcznika do nauki języka polskiego pt. „Brazylijski słownik portugalsko-polski” oraz „Brazylijskiego słownika polsko-portugalskiego”.

## Dydaktyka
Jest pedagogiem. Od 1994 r. uczy języka portugalskiego i literatury brazylijskiej na Faculdade Versalhes de Pedagogia e Letras oraz Faculdade AETI de Processamento de Dados w Kurytybie.

## Inne
Jest członkiem Polskiego Instytutu Naukowego w Ameryce oraz zespołu redakcyjnego czasopisma „Polonicus”.